# مقاطعة جالكعيو
مقاطعة جالكعيو (بالصومالية: Degmada Gaalkacyo)‏ هي مقاطعة تقع في محافظة مدج شمال شرق الصومال، عاصمتها مدينة جالكعيو.

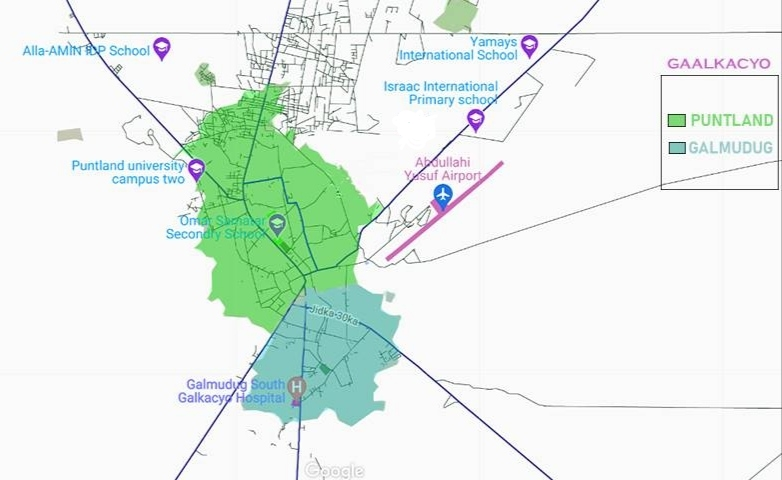
مدينة جالكعيو

## شخصيات ملحوظة
- عبد الله يوسف أحمد رئيس الصومال في الفترة ما بين 2004 و2008[4]
- عبد الرزاق حاج حسين رئيس الوزراء الصومالي الأسبق وُلد في جالكعيو عام 1924، انضم إلى رابطة الشباب الصومالي عام 1944.[5]
- محمد ورسمي علي - أول رئيس لـولاية غلمدغ، وسفير الصومال السابق لدى الولايات المتحدة، ووزير التجارة والأشغال العامة والرياضة وشؤون الشباب السابق في جمهورية الصومال الديمقراطية.[6]
- عبدي قيبديد - الرئيس السابق لولاية غلمدغ ووزير الداخلية السابق في جمهورية الصومال.
- محمد عوالي ليبان، مصمم العلم الصومالي ولد في منطقة قريبة من جالكعيو عام 1919، انضم إلى رابطة الشباب الصومالي في منتصف الأربعينيات وفي عام 1953 أصبح عضوًا في اللجنة المركزية [7]
- محمد فارح عيديد رئيس المؤتمر الصومالي الموحد الذي أطاح بنظام سياد بري
- أحمد دعالي جيلي - رئيس ولاية غلمدغ، رجل أعمال ونائب فيدرالي سابق.

## روابط خارجية
- مقاطعات الصومال
- الخريطة الإدارية لمقاطعة جالكعيو